# Martin Rømer
Martin Rømer (født 23. maj 1950) er en dansk lærer og fagforeningsmand, der fra 1984 til 1993 var formand for Danmarks Lærerforening, ligesom han en overgang var formand for hovedorganisationen FTF. 
Rømer begyndte sin fagpolitiske karriere i Århus Læreforening, og blev i 1983 formand for Danmarks Lærerforening efter et kampvalg mod den daværende næstformand. Under hans ledelse ændredes det hidtidige tjenestemandssystem, så lærerne fra 1993 blev kommunalt overenskomstansatte på en aftale, der opdelte deres arbejdstid i undervisningstid, forberedelsestid og øvrig tid. Et kontrolsystem, der siden har været omdiskuteret. 
Da Rømer i 1993 gik af som formand, blev han et halvt år senere ansat som Lærerforeningens lobbyist i Bruxelles.
I en periode var han tillige formand for FTF, medlem af ATP's bestyrelse, næstformand for Lønmodtagernes Dyrtidsfond og formand for Lån og Spar Banks bestyrelse. I 2010 var han generalsekretær i den europæiske lærerorganisation European Trade Union Committee for Education.
Martin Rømer er bosiddende i Helsingør. 